# Boxholms kyrka
Boxholms kyrka är en kyrkobyggnad som ligger i samhället Boxholm i Boxholms kommun. Kyrkan tillhör Boxholms församling, före 2010 Ekeby församling.

## Kyrkobyggnaden
Kyrkan i nygotisk stil består av ett rektangulärt långhus med nord-sydlig orientering. Vid långhusets södra sida finns en flersidig korabsid och vid dess norra sida ett kyrktorn med vapenhus och ingång. Öster om koret finns en vidbyggd sakristia. Kyrkan är byggd i slaggsten, en restprodukt från järnbruket.

### Tillkomst
Boxholms bruk hade sedan 1888 avtal med Åsbo församling och Ekeby församling att gudstjänster skulle hållas tre söndagar i månaden i Boxholms folkskolas samlingssal. Salen var allt för liten för de arbetande vi bruket och disponenten Wilhelm Wettergren föreslog då att uppföra en ny. Bruket skulle årligen stå för en kostnad 7500 kronor till den nya kyrkan som skulle kosta 50000 kronor. Boxholms kyrka uppfördes Kyrkan uppfördes 1895–1897 efter ritningar av Gustaf Petterson vid Överintendentsämbetet och kostnaden uppgick till 100000 kronor. Byggarbetet leddes av byggmästaren Pehr August Hallander från Varola i Västergötland. Sandstensarbeten och kalkstensarbeten utfördes av firman J. E. Nelson i Linköping, viktoriaplattorna till golvläggningen levererades av Skånska Cementgjuteriet, träarbetet utfördes av snickerifabriken i Boxholms AB, glasmålningarna utfördes av Neumann & Vogel i Stockholm, måleriarbetet utfördes av artisten Berg och Theodor Hellberg i Boxholm, kyrkklockorna utfördes av firman Bergholtz & Co i Stockholm, altarprydnaden och predikstolen levererades av en firma i Stockholm. Kyrkans uppvärmningssystem placerades under altaret och koret.

### Invigningen av kyrkan
Boxholms kyrka invigdes 12 september 1897 av biskopen Carl Wilhelm Charleville i Linköpings stift. Vid invigningen deltog även kontraktsprostarna Wilhelm Metzén i Skänninge församling, Richard Lundborg i Västra Eneby församling och C. Eriksson i Västra Ryds församling, kyrkoherdarna Mauritz Landström i Åsbo församling, Jon Julin i Ekeby församling, Oskar Wågman i Asby församling, komministrarna Otto Edoff i Skänninge församling, Edvard Ljung i Ekeby församling och Fredrik Blomstrand i Åsbo församling. Som inledande tal använd biskopen psaltaren 24:9-10. Därefter följdes invigningen av en högmässogudstjänst med altartjänstgöring av kyrkoherdarna Julin och Landström.

### Övrigt
Kyrkan är byggd i slaggsten från vällugnen i Boxholms bruk. Vällugnsslaggsten fanns bara på platser där det funnits valsverk. Kyrkan är byggd av 200 000 slaggstenar.
Inredningen tillverkades av brukets snickerifabrik och taktäckningen i svartplåt kommer från plåtvalsverket. Åren 1938-1941 genomgick kyrkan en invändig renovering under ledning av arkitekt Johannes Dahl i Tranås.

## Inventarier
- Dopfunten av oxelträ är tillverkad av bildhuggaren Bernhard Fälth i Tranås.
- Predikstolen är tillverkad av ek och har en flersidig korg med målade bilder av evangelisterna. Predikstolen är sannolikt byggd efter ritningar av kyrkans arkitekt Gustaf Petterson.

### Orgel
- Orgeln med 17 stämmor och 2 manualer är byggd av Mårtenssons orgelfabrik i Lund. Orgelläktaren är byggd 1949 efter ritningar av Johannes Dahl. Orgeln är pneumatisk och har 2 fria kombinationer samt registersvällare.

| Huvudverk I   | Svällverk II  | Pedal        | Koppel |
| Principal 8’  | Rörflöjt 8’   | Subbas 16’   | I/P    |
| Gedackt 8’    | Salicional 8’ | Oktava 8’    | II/P   |
| Oktava 4’     | Principal 4’  | Principal 4' | II/I   |
| Kvinta 2 2⁄3’ | Gemshorn 4’   |              |        |
| Oktava 2’     | Nasard 2 2⁄3' |              |        |
| Mixtur 5 chor | Waldflöjt 2'  |              |        |
| Corno 8'      | Ters 1 3⁄5'   |              |        |
|               |               |              |        |

## Bildgalleri

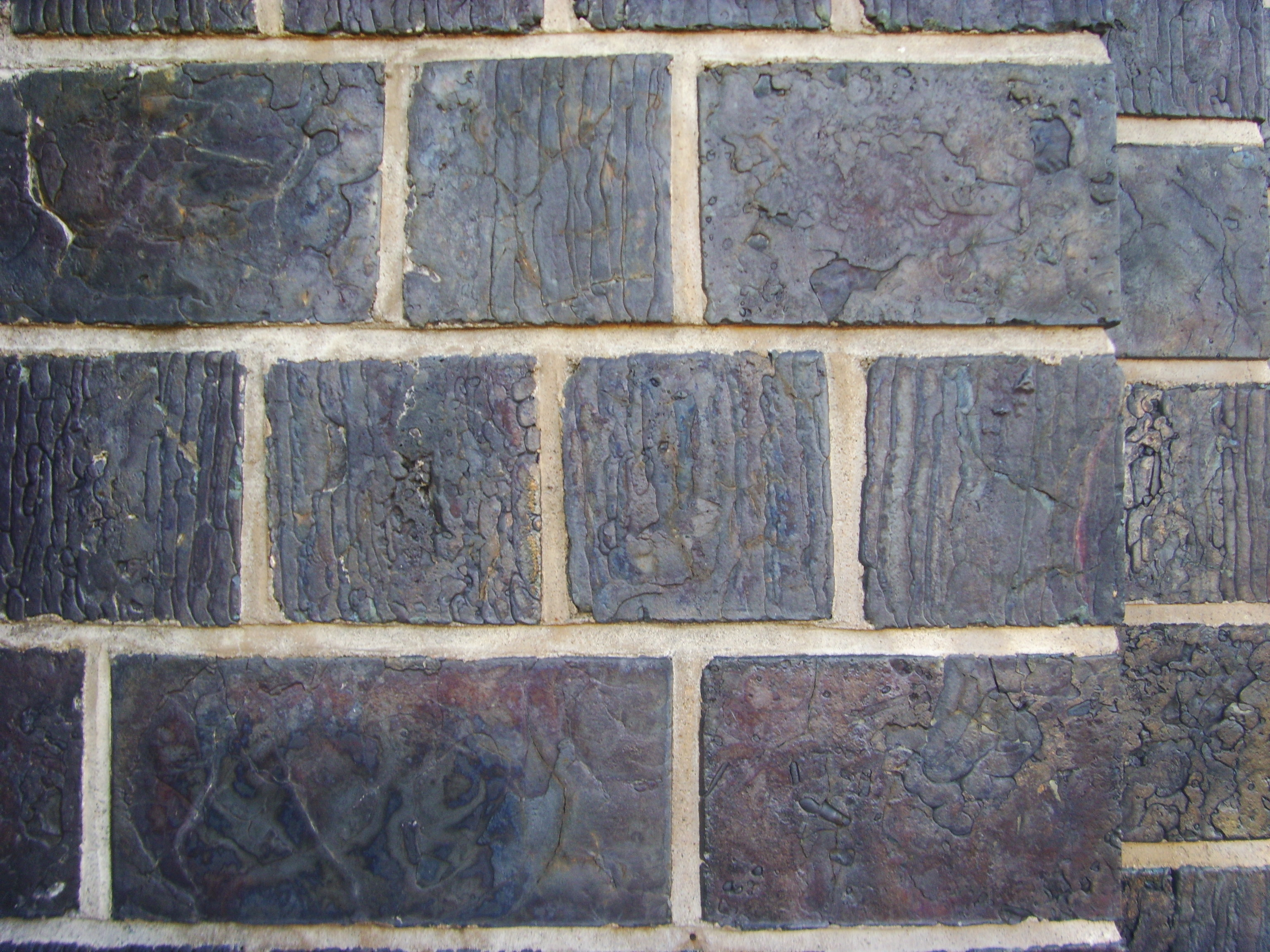
Kyrkans slaggstensmurar
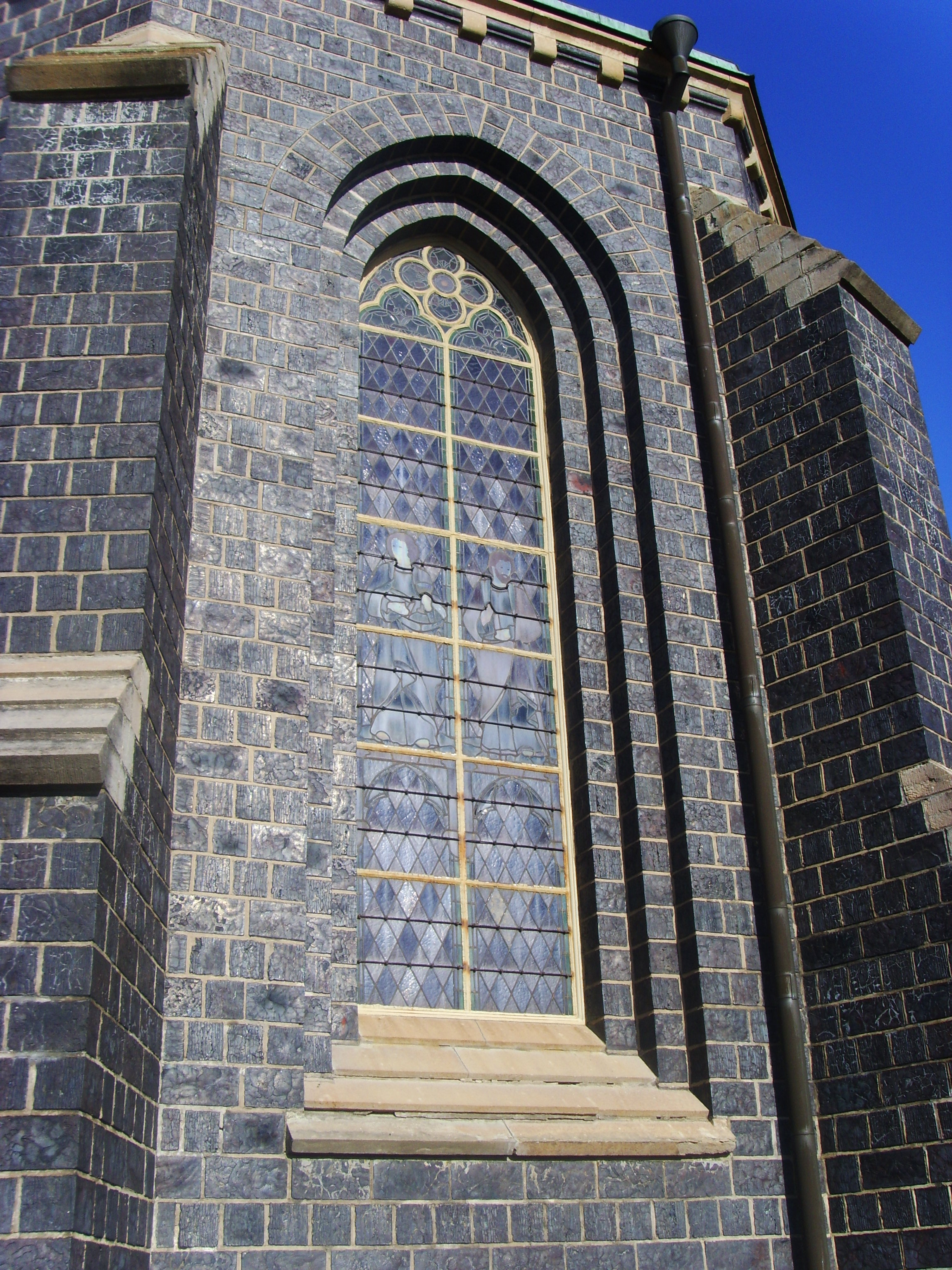
Ett av de nygotiska fönstren i koret
Interiören, fotat 1900.
Interiören, fotat 1900.